# Jean-Christophe Boullion
Jean-Christophe Boullion, né le 27 décembre 1969 à Saint-Brieuc, est un pilote automobile français.

## Biographie
Après être passé par le karting (de 1982 à 1987), Jean-Christophe Boullion (dont le nom de famille était souvent orthographié par erreur « Bouillon » dans les magazines au début de sa carrière) accède au sport automobile en 1988. Champion de France de Formule Ford en 1990, il passe ensuite par le championnat de France de Formule 3, puis par le championnat international de Formule 3000, qu'il remporte en 1994.

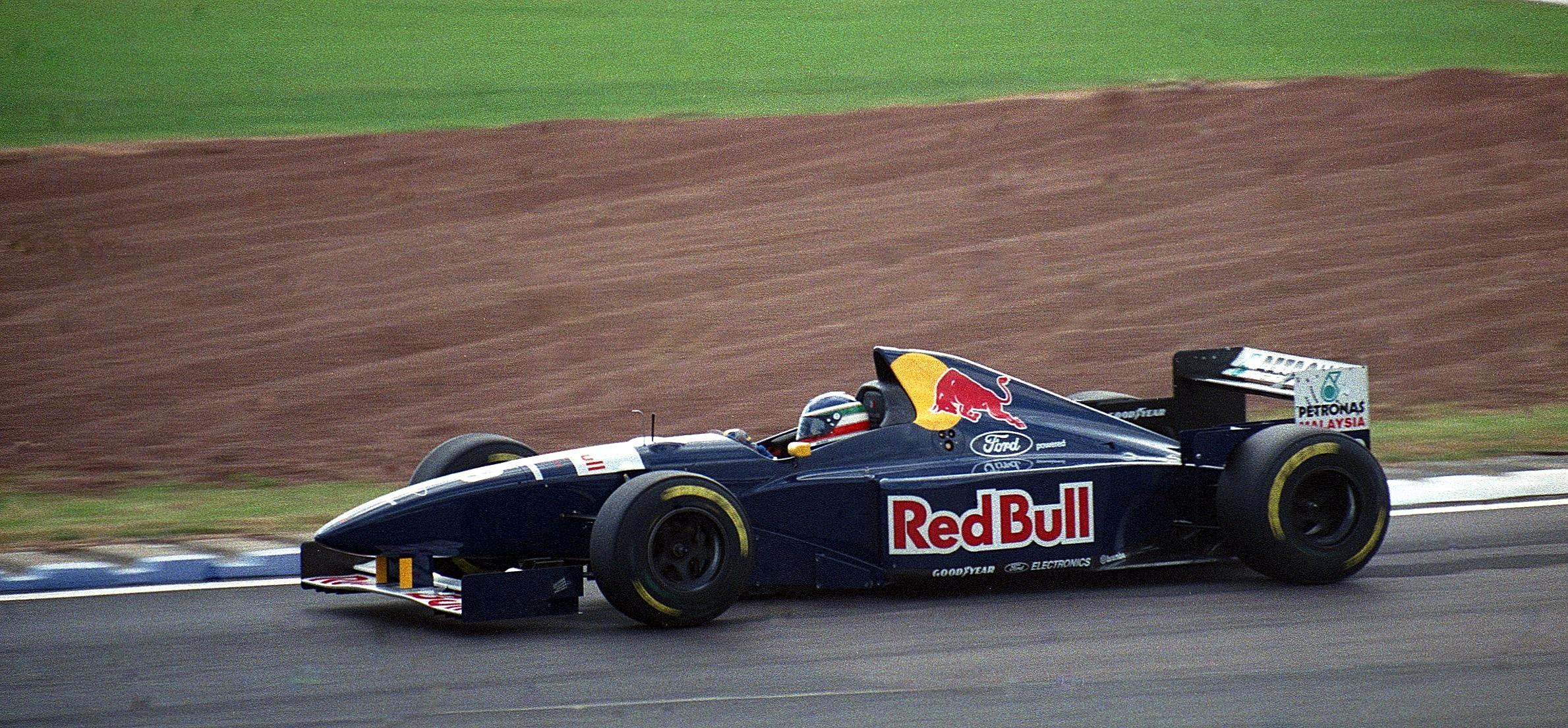
Jean-Christophe Boullion au Grand Prix automobile de Grande-Bretagne 1995.

Parallèlement à ses succès en Formule 3000, Boullion fait ses premiers pas en Formule 1, en tant que pilote essayeur de l'écurie Williams-Renault. Performant lors des essais privés où il réalise des temps comparables à ceux des titulaires Damon Hill et David Coulthard, il acquiert une solide réputation dans le paddock et est choisi par Sauber-Mercedes pour remplacer Karl Wendlinger, mal remis de son grave accident de l'année précédente, à partir du Grand Prix de Monaco 1995.
Malgré deux arrivées dans les points, Boullion reste très loin du rythme de son coéquipier Heinz-Harald Frentzen. Après onze courses, il rend son volant à Wendlinger et retrouve son rôle de pilote essayeur chez Williams. Plus tard, Boullion réalise des tests pour Tyrrell Racing, sans obtenir une deuxième chance en Grand Prix.
Après un bref passage par le Championnat de Grande-Bretagne des voitures de tourisme au volant d'une Renault Laguna préparée par Williams, il se reconvertit à partir de 2000 en Endurance. Au sein de l'écurie Pescarolo Sport, il remporte le championnat Le Mans Series en 2005 et 2006 en équipage avec Emmanuel Collard. En 2007, il participe à nouveau avec Collard au championnat Le Mans Series où il se classe second position derrière la Peugeot 908.

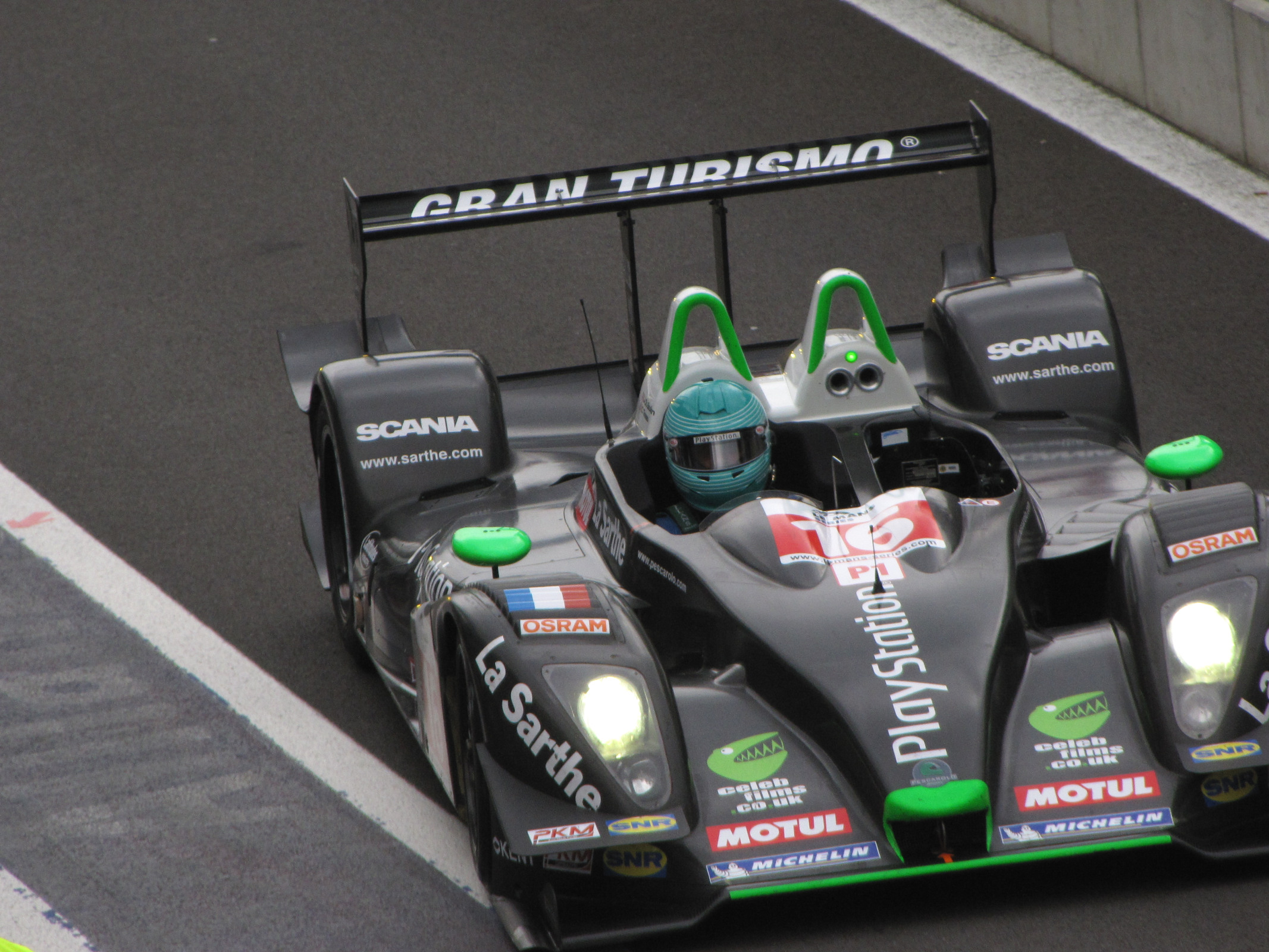
Boullion à Spa en 2009.

En 2008, face à Audi et Peugeot, il est contraint de faire de la figuration mais réalise une belle performance en fin d'année en montant sur la troisième marche du podium à Silverstone. En 2009, au volant de la Pescarolo 2009 fortement évoluée, il se classe second de la première course du championnat Le Mans Series (qu'il dispute avec Christophe Tinseau) après avoir mené la course pendant un long moment. L'équipage occupe la tête du championnat durant toute la saison. À Portimao, il signe la victoire et à Silverstone où il part dernier à la suite d'une erreur lors des qualifications, il prend la tête après 55 minutes de course.
Des problèmes de boîte de vitesses le privent du titre mais sa saison reste une belle performance. Lors des 24 Heures du Mans Boullion pilote une Peugeot 908 Hdi FAP avec laquelle il réalise le quatrième temps des qualifications. La course se termine toutefois au petit matin à la suite de la sortie de route de Benoît Tréluyer.

## Palmarès

### Titres
- Champion de France de Formule Ford en 1990 ;
- Champion international de Formule 3000 en 1994 ;
- Champion des Le Mans Series en 2005 et 2006.

### Victoires
- Victoires en Formule 3000 (3, pour DAMS) :
  - 1994 : GP de Spa-Francorchamps ;
  - 1994 : GP d'Estoril ;
  - 1994 : GP de Magny-Cours.

- Victoires en Sport-prototypes (13, pour Pescarolo Sport) :
  - 2001 : 1 000 km d'Estoril (avec Redon & Derichebourg) - European Le Mans Series ;
  - 2001 : 2 Heures 30 de Magny-Cours (avec Redon) - FIA Sportscar ;
  - 2002 : 2 Heures 30 de Barcelone (avec Bourdais) - FIA Sportscar ;
  - 2002 : 2 Heures 30 de Spa (avec Bourdais) - FIA Sportscar ;
  - 2003 : 2 Heures 30 d'Estoril (avec Sarrazin) - FIA Sportscar ;
  - 2005 : 1 000 km de Monza (avec Collard) - Le Mans Endurance Series ;
  - 2005 : 1 000 kilomètres d'Istanbul (avec Collard) - Le Mans Endurance Series ;
  - 2006 : 1 000 kilomètres d'Istanbul 2006 (avec Collard) - Le Mans Series ;
  - 2006 : 1 000 km de Spa (avec Collard) - Le Mans Series ;
  - 2006 : 1 000 km du Nürburgring (avec Collard & Hélary) - Le Mans Series ;
  - 2006 : 1 000 km de Donington (avec Collard & André) - Le Mans Series ;
  - 2006 : 1 000 km de Jarama (avec Collard & André) - Le Mans Series ;
  - 2009 : 1 000 km d’Algarve (avec Tinseau) - Le Mans Series.

## Résultats en championnat du monde de Formule 1

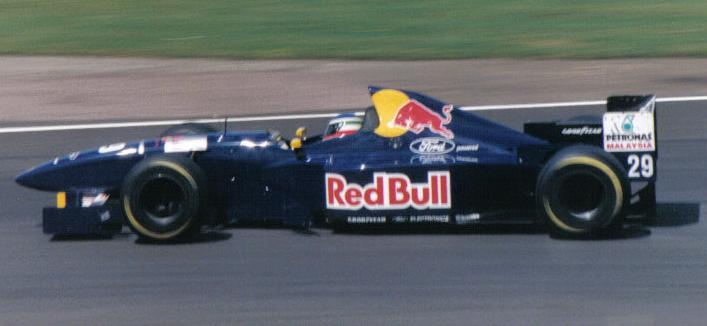
Jean-Christophe Boullion sur Sauber C14 au GP de Grande-Bretagne 1995

| Saison | Écurie               | Châssis | Moteur      | Pneus    | GP disputés | Points inscrits | Classement |
| ------ | -------------------- | ------- | ----------- | -------- | ----------- | --------------- | ---------- |
| 1995   | Red Bull Sauber Ford | C14     | Cosworth V8 | Goodyear | 11          | 3               | 16e        |

| Année | Écurie               | Châssis    | Moteur  | 1   | 2   | 3   | 4   | 5     | 6       | 7       | 8     | 9     | 10     | 11     | 12    | 13     | 14      | 15      | 16  | 17  | Classement | Points |
| ----- | -------------------- | ---------- | ------- | --- | --- | --- | --- | ----- | ------- | ------- | ----- | ----- | ------ | ------ | ----- | ------ | ------- | ------- | --- | --- | ---------- | ------ |
| 1995  | Red Bull Sauber Ford | Sauber C14 | Ford V8 | BRA | ARG | SMR | ESP | MON 8 | CAN Abd | FRA Abd | GBR 9 | GER 5 | HUN 10 | BEL 11 | ITA 6 | POR 12 | EUR Abd | PAC Abd | JPN | AUS | 16e        | 3      |

## Résultats aux 24 heures du Mans
| Année | Voiture                   | Équipe           | Équipiers                           | Résultat |
| ----- | ------------------------- | ---------------- | ----------------------------------- | -------- |
| 1994  | Bugatti EB110 SS          | Michel Hommell   | Alain Cudini / Éric Hélary          | Abandon  |
| 1997  | Panoz Esperante GTR-1     | DAMS             | Éric Bernard / Franck Lagorce       | Abandon  |
| 1998  | Ferrari 333 SP            | JB Racing        | Jérôme Policand / Vincenzo Sospiri  | Abandon  |
| 2000  | Reynard 2KQ LM-Volkswagen | ROC              | Jordi Gené / Jérôme Policand        | Abandon  |
| 2001  | Courage C60-Peugeot       | Pescarolo Sport  | Sébastien Bourdais / Laurent Redon  | 13e      |
| 2002  | Courage C60-Peugeot       | Pescarolo Sport  | Sébastien Bourdais / Franck Lagorce | 10e      |
| 2003  | Courage C60-Peugeot       | Pescarolo Sport  | Franck Lagorce / Stéphane Sarrazin  | 8e       |
| 2005  | Courage C60-Judd          | Pescarolo Sport  | Emmanuel Collard / Érik Comas       | 2e       |
| 2007  | Pescarolo 01-Judd         | Pescarolo Sport  | Emmanuel Collard / Romain Dumas     | 3e       |
| 2008  | Pescarolo 01-Judd         | Pescarolo Sport  | Emmanuel Collard / Romain Dumas     | Abandon  |
| 2009  | Peugeot 908 HDi FAP       | Pescarolo Sport  | Simon Pagenaud / Benoît Tréluyer    | Abandon  |
| 2010  | Lola B10/60-Rebellion     | Rebellion Racing | Andrea Belicchi / Guy Smith         | Abandon  |
| 2011  | Lola B10/60-Toyota        | Rebellion Racing | Andrea Belicchi / Guy Smith         | Abandon  |